# Ratschenhof
Ratschenhof ist eine Ortschaft und eine Katastralgemeinde der Stadtgemeinde Zwettl im Bezirk Zwettl in Niederösterreich. Die Ortschaft hat 67 Einwohner (Stand 1. Jänner 2024).

## Geschichte
Im Adressbuch von Österreich war im Jahr 1938 in Ratschenhof eine Ziegelei verzeichnet.

## Siedlungsentwicklung
Zum Jahreswechsel 1979/1980 befanden sich in der Katastralgemeinde Ratschenhof insgesamt 18 Bauflächen mit 12.601 m² und 13 Gärten auf 5.904 m², 1989/1990 gab es 22 Bauflächen. 1999/2000 war die Zahl der Bauflächen auf 63 angewachsen und 2009/2010 bestanden 30 Gebäude auf 64 Bauflächen.

## Bodennutzung
Die Katastralgemeinde ist landwirtschaftlich geprägt. 120 Hektar wurden zum Jahreswechsel 1979/1980 landwirtschaftlich genutzt und 406 Hektar waren forstwirtschaftlich geführte Waldflächen. 1999/2000 wurde auf 116 Hektar Landwirtschaft betrieben und 408 Hektar waren als forstwirtschaftlich genutzte Flächen ausgewiesen. Ende 2018 waren 111 Hektar als landwirtschaftliche Flächen genutzt und Forstwirtschaft wurde auf 409 Hektar betrieben. Die durchschnittliche Bodenklimazahl von Ratschenhof beträgt 28,8 (Stand 2010).